# Jodenkoek

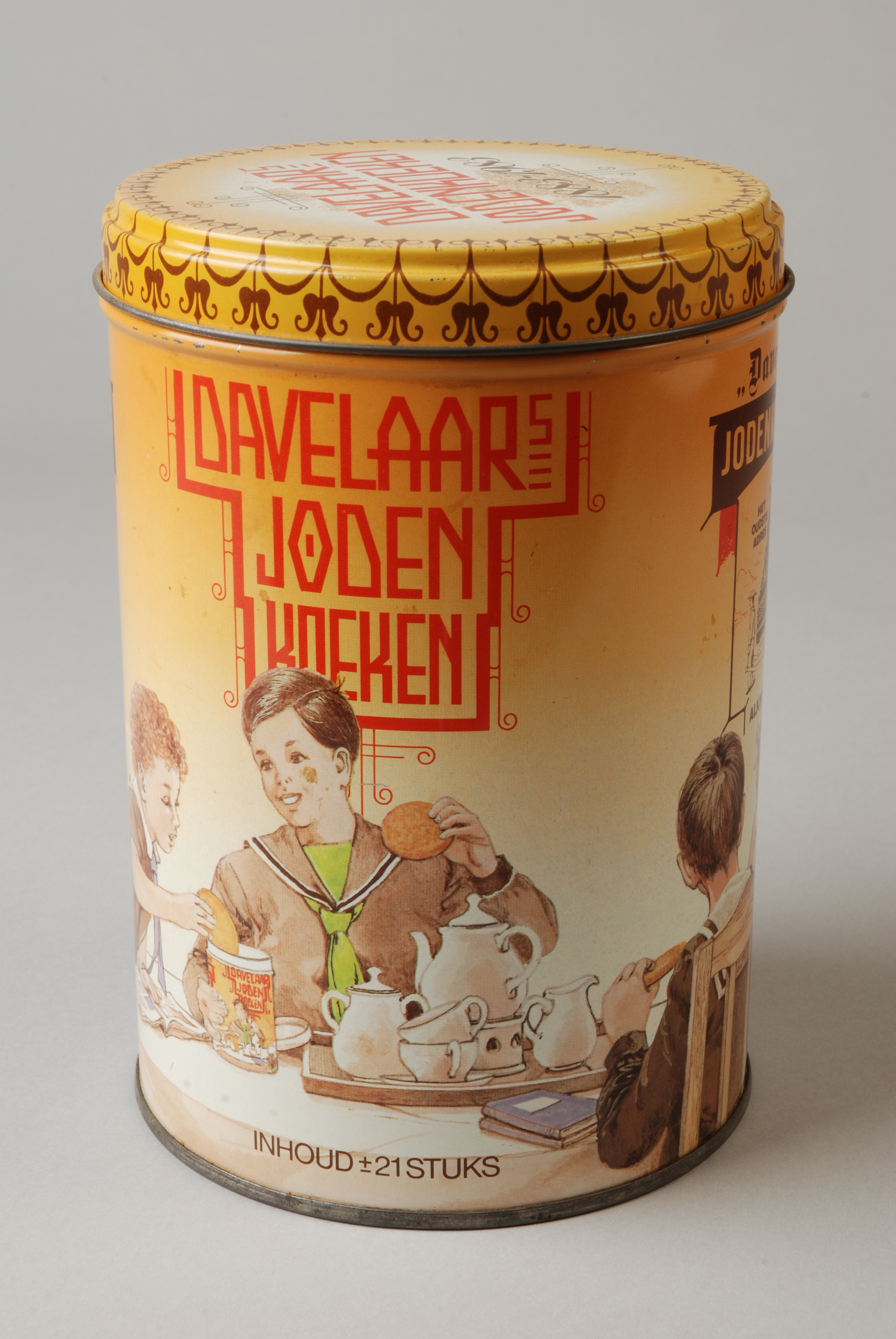
Blik van Davelaar uit de collectie van Museum Rotterdam met daarop afgebeeld een gezin aan de koffie met een blik jodenkoeken.

Een jodenkoek (in de handel ook Jodekoek of Odekoek) is een platte koek van zandgebak van ongeveer 10 cm in diameter.
Vroege vermeldingen van de jodenkoek zijn te vinden in een advertentie van de banketbakker C. Strunck in de Java-Bode in 1872 en het jaar erop in een advertentie van de Groningse banket- en koekbakker Foppe Egbertus de Haan in de Leeuwarder Courant. Eerder werden de jodenkoeken ook al verkocht. Op de jaarmarkt in Den Helder in 1854 verkochten bijvoorbeeld maar liefst dertien kramers 'Jode koeke'.

## Kenmerken van jodenkoeken
Jodenkoeken worden traditioneel bereid met drie essentiële elementen, namelijk overdadig vet (boter), bloem en suiker, maar zonder gist (en zonder water, dat ongewilde fermentatie kan veroorzaken).
Vergelijkbare koeken worden ook in de Scandinavische landen (met name rond de Kerstdagen) veel gegeten, en staan eveneens bekend als "joodse koeken" (Deens: jødekager; Noors: Jødekaker; Zweeds: judekakor). De Scandinavische versies bevatten tevens de exotische ingrediënten kaneel en amandelen. De traditie van het bakken van deze koeken zou al sinds 1700 bekend zijn.

## Mogelijke Sefardische oorsprong
De vergelijkbare bereiding en gelijkaardige benaming van de Nederlandse jodenkoeken en hun Scandinavische versies bevestigen het vermoeden dat ze inderdaad een Joodse oorsprong hebben. De typische bereiding ervan wijst mogelijk op de invloed van de Iberisch-Sefardische culinaire traditie.

## Koeken met jodium (jood)
Mogelijk heeft de naam Jodenkoek helemaal niets met Joden te maken. De Franse bakker Pierre Chazelle uit de buurt van Lyon experimenteerde rond 1840 met het mineraal jodium. In die tijd kwam er veel struma voor. Wetenschappers hadden ontdekt dat jodiumtekort daar wellicht een oorzaak van was. Chazelle voegde het toe aan koek. Chazelle noemde zijn koek Biscuit de Iode. In 1816 vlucht de Franse banketbakker, Michelle Jean Goulmy, voor de Franse revolutie naar Antwerpen. Zijn zoon, in 1822 geboren in Den Bosch, komt in de zaak. Ook in Nederland komt struma veel voor en Paul Victor Goulmy neemt het idee van de jodiumtoevoeging mee naar zijn bedrijf. Enkele weken later worden hem op verzoek enkele exemplaren van Biscuit de Iode bezorgd. Hij past het recept iets aan en presenteert in 1848 zijn Iode kransen. Tot circa 1850 was Jood de Nederlandse vertaling van Iode. Pas daarna werd, in het begin voornamelijk in wetenschappelijk kring, het achtervoegsel -ium erachter geplaatst. Dat achtervoegsel was gebruikelijk voor de benaming van elementen (helium, aluminium etc). Bovendien voorkwam het verwarring met de persoonsaanduiding Jood, iemand die behoort tot het Joodse volk. De Iode kransen van Goulmy werden in de Nederlandse vertaling Joode kransen, kransen van Jood. Later werden dat, mede onder invloed van spellingshervormingen, jodekoeken en weer later jodenkoeken. Overigens worden in het Nederlandstalige taalgebied zowel de term "jood" als "jodium" gebruikt om het element aan te duiden.

## Alkmaar
Jodenkoeken werden in Alkmaar sinds 1883 door bakkerij Stam aan de Houttil gebakken. In 1924 werd deze zaak overgenomen door Dirk Davelaar uit Zaandam. Het bedrijf Davelaar, gevestigd in Zwaagdijk, vierde in 1983 het honderdjarig bestaan van hun jodenkoek. In 2021 liet Davelaar weten de jodenkoeken voortaan te verkopen als 'Odekoeken'. Dit zou meer rechtdoen aan de hedendaagse tijdgeest. Het Centraal Joods Overleg (CJO), dat de belangen behartigt van Joods Nederland, heeft nooit om de naamsverandering gevraagd. De Nederlandse Joden hebben nooit een probleem gehad met de naam jodenkoek. Er hangt geen negatieve lading aan vast omdat de jodenkoeken volgens de legende gewoon voor de eerste keer door een Joodse bakker zou zijn gemaakt. De naamsverandering werd zelfs totale onzin genoemd door Ruben Vis, secretaris van het Nederlands-Israëlitisch Kerkgenootschap.

## Enkhuizen
Volgens een van de producenten van de Echte Enkhuizer Jodekoek, de voormalige Enkhuizer Koekfabriek, is hun recept afkomstig van een Joodse bakker uit Amsterdam die in de jaren 20 van de 20e eeuw de koeken verkocht, wat de naam verklaart. Deze bakker verkocht het recept aan een bakkerscollectief uit Enkhuizen. Dit is de meest gehoorde verklaring. Het CIDI heeft een andere verklaring, namelijk dat een Joodse bakker uit Enkhuizen boterkoeken verkocht die jodenkoeken genoemd werden.

## West-Friesland
In de regio West-Friesland wordt met een jodenkoek een grotere, met spijs gevulde speculaaskoek bedoeld. Deze 'koek' wordt belegd met room en chocolade.

## Wieringen
Op Wieringen worden Wieringer Jodekoeken gebakken, die een geheel eigen samenstelling en smaak hebben. Toen Wieringen nog een eiland was en vooral bevolkt door vissers en boeren, waren de koeken een vaste zondagse traktatie. Nog steeds zijn de koeken populair bij de Wieringers. 
Ze zijn bruin van kleur, ongeveer twee keer zo groot als andere jodenkoeken, dikker, hebben een enigszins speculaasachtige smaak en zijn vooral in het midden rijkelijk bestrooid met suiker. De koeken worden anno 2018 nog door twee bakkerijen op het voormalige eiland gebakken.

## Koekfabrieken
Jodenkoeken worden in de eenentwintigste eeuw vooral in fabrieken geproduceerd, onder andere door Davelaar in Zwaagdijk, en Lotus Bakeries in Geldrop. 
Sinds de nieuwe spelling van 1996 hebben sommige producenten de naam van het product aangepast naar jodenkoek, andere producenten zijn echter de oude naam jodekoek blijven gebruiken.